# Нижнешиловский сельский округ
Нижнеши́ловский сельский округ —  административно-территориальная единица в Адлерском районе города Сочи (муниципального образования город-курорт Сочи) Краснодарского края. 
Назван по крупнейшему населённому пункту округа — селу Нижняя Шиловка.
Объединяет сельские населённые пункты района, находящиеся за городской чертой в междуречье Мзымты и Псоу.
Высшей точкой является гора Лысая (2111,3 м), расположенная на крайнем востоке округа у границы с Краснополянским поселковым округом, проходящей вдоль хребта Аибга

## История
После упразднения Адлерского района Краснодарского края 10 февраля 1961 года, решением КИК от 7 апреля 1961 года Нижнешиловский сельский совет был переподчинён Адлерскому району г. Сочи. С 7 декабря 1962 года по 26 апреля 1963 года Нижнешиловский сельский совет числился в составе Туапсинского района Краснодарского края. Затем возвращён в подчинение Адлерскому району г. Сочи. В 1990-е годы сельсовет был преобразован в сельский округ.

## Население
| 2002   | 2010    |
| ------ | ------- |
| 13 945 | ↗15 065 |

Население округа - 13 430 чел. (2008). Население — в основном русские и армяне.

## Населённые пункты
В состав сельского округа входят 7 населённых пунктов:
| № | Населённый пункт | Тип нп | Население (чел.) |
| - | ---------------- | ------ | ---------------- |
| 1 | Аибга            | село   | ↘155             |
| 2 | Ахштырь          | село   | ↗168             |
| 3 | Верхневеселое    | село   | ↗2374            |
| 4 | Весёлое          | село   | ↗5620            |
| 5 | Ермоловка        | село   | ↘370             |
| 6 | Нижняя Шиловка   | село   | ↘5073            |
| 7 | Черешня          | село   | ↗3752            |

## Администрация
Администрация сельского округа находится за его пределами, в пределах городской черты.
Адрес администрации сельского округа: 354383, г. Сочи (микрорайон Адлер), ул. Каспийская, д. 64
Глава администрации сельского округа: 
- Папазян Завен Геворкович